# Robert Guillaume

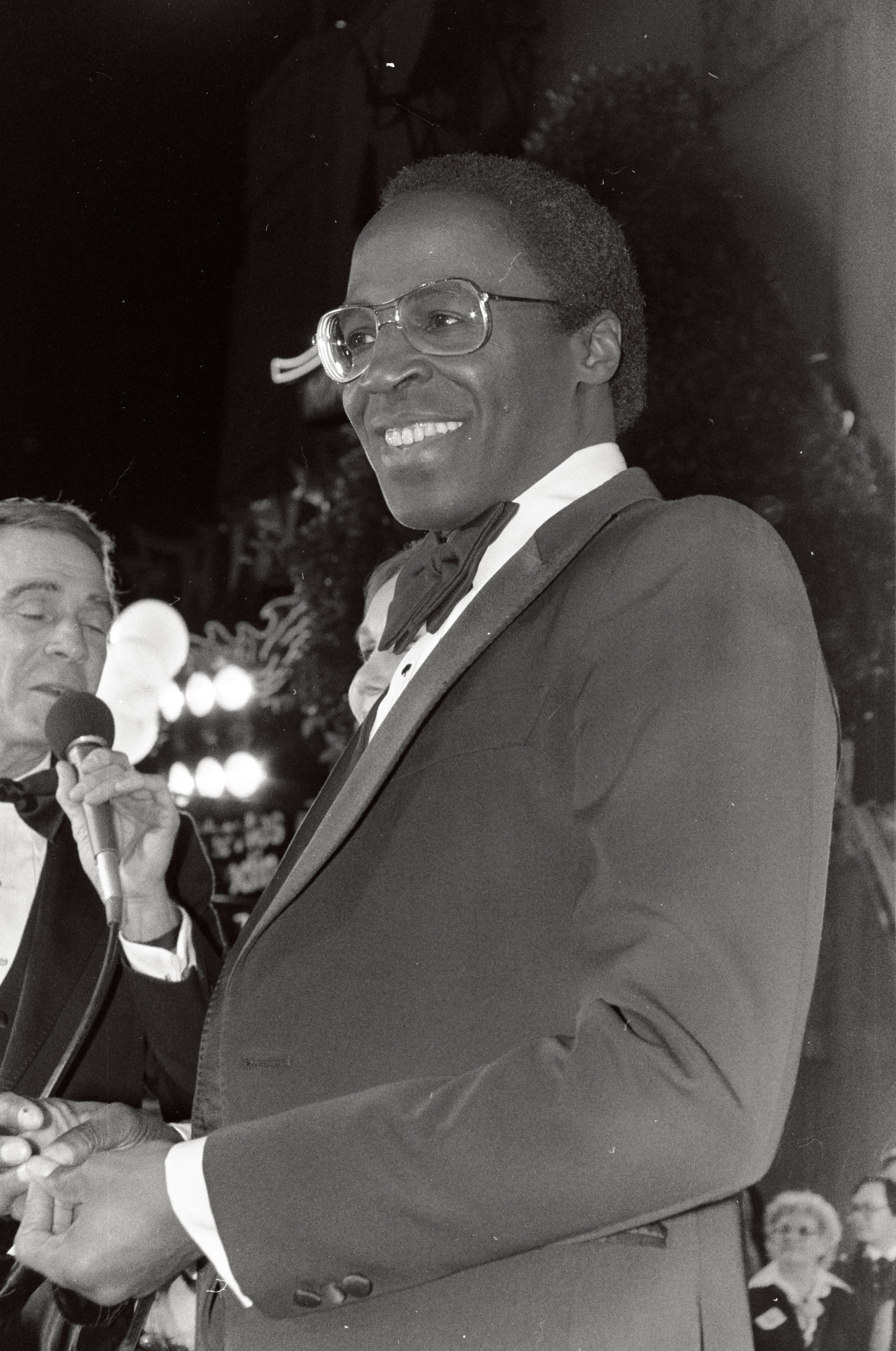
Robert Guillaume, 1980

Robert Guillaume (* 30. November 1927 in St. Louis, Missouri; † 24. Oktober 2017 in Los Angeles, Kalifornien; bürgerlich Robert Peter Williams) war ein US-amerikanischer Schauspieler. Bekannt wurde er durch seine Rolle des Benson Du Bois in der Fernsehserie Soap – Trautes Heim und deren Spin-off Benson.

## Leben
Guillaume studierte vor seiner Schauspielkarriere an der Saint Louis University und an der Washington University. Danach diente er in der United States Army. Sein Debüt am Broadway hatte er 1961 in Kwamina. Danach folgten Auftritte in Golden Boy, Tambourines to Glory, Guys and Dolls, Jacques Brel Is Alive and Well and Living in Paris und Purlie. Für seine Rolle Guys and Dolls wurde er für den Tony Award nominiert.
Nach einigen Gastauftritten in verschiedenen Sitcoms wie Good Times und Die Jeffersons bekam er 1977 seine erste wiederkehrende Rolle in der Serie Soap des Senders ABC. Diese Rolle spielte er auch im Spin-off Benson. Für seine Auftritte in den beiden Serien gewann er jeweils einen Emmy Award. Weitere seiner Serienrollen waren Edward Sawyer in The Robert Guillaume Show (1989), Bob Ballard in Pacific Station (1991) und Isaac Jaffe in Sports Night (1998–2000). Neben seinen Auftritten im Fernsehen spielte er auch verschiedene Rollen in Kinofilmen wie Meteor Man. Zudem sprach er in der englischsprachigen Version von Der König der Löwen und dessen Ablegern den Mandrill Rafiki sowie in der englischsprachigen Version des Spiels Half-Life 2 den Forscher Eli Vance.
Am 14. Januar 1999 erlitt er einen leichten Schlaganfall, von dem er sich vollständig erholte.
Guillaume starb in der Nacht auf den 24. Oktober 2017 an den Folgen von Prostatakrebs.

## Filmografie (Auswahl)
- 1973: Superfly TNT (Super Fly T.N.T.)
- 1977–1980: Soap – Trautes Heim (Soap, Fernsehserie, 52 Episoden)
- 1979–1986: Benson (Fernsehserie, 158 Episoden)
- 1980: Fast wie in alten Zeiten (Seems Like Old Times)
- 1983: Das kleine Superhirn (The Kid with the 200 I.Q.)
- 1986: Gesucht – Tot oder lebendig (Wanted: Dead or Alive)
- 1987: Alle nennen mich Bruce (They Still Call Me Bruce)
- 1989: Blutiger Regen (Fire and Rain)
- 1989: Der knallharte Prinzipal (Lean on Me)
- 1989: Stunden der Angst (The Penthouse)
- 1990: Mit stählerner Faust (Death Warrant)
- 1993: Diagnose: Mord (Diagnosis Murder, Fernsehserie, eine Episode)
- 1993: Meteor Man (The Meteor Man)
- 1994: Der König der Löwen (The Lion King, Stimme)
- 1994: Der Prinz von Bel-Air (The Fresh Prince of Bel-Air, Fernsehserie, Folge 4x19 You’d Better Shop Around)
- 1994: Greyhounds – Schnüffler gehen nie in Rente (Greyhounds)
- 1995: Die Rache der Gejagten (Children of the Dust)
- 1996: Agent 00 – Mit der Lizenz zum Totlachen (Spy Hard)
- 1996: Mr. Präsident Junior (First Kid)
- 1996: Olympische Träume – Die Gail Devers Story (Run for the Dream: The Gail Devers Story)
- 1998: Der König der Löwen 2 – Simbas Königreich (The Lion King II – Simba’s Pride, Stimme)
- 1998: Sein Bodyguard (His Bodyguard)
- 2001:  In einem Land vor unserer Zeit VIII – Der erste Schnee (The Land Before Time VIII: The Big Freeze)
- 2003: Big Fish
- 2004: Der König der Löwen 3 – Hakuna Matata (The Lion King 1½, Stimme)
- 2012: Columbus Circle

## Auszeichnungen
- 1979: Primetime Emmy Award für seine Rolle in Soap in der Kategorie Bester Nebendarsteller in einer Comedyserie
- 1985: Primetime Emmy Award für seine Rolle in Benson in der Kategorie Bester Hauptdarsteller in einer Comedyserie